# Argyrodes delicatulus
Argyrodes delicatulus är en spindelart som beskrevs av Tord Tamerlan Teodor Thorell 1878. Argyrodes delicatulus ingår i släktet Argyrodes och familjen klotspindlar. Inga underarter finns listade i Catalogue of Life.